# 格陵蘭西殖民地

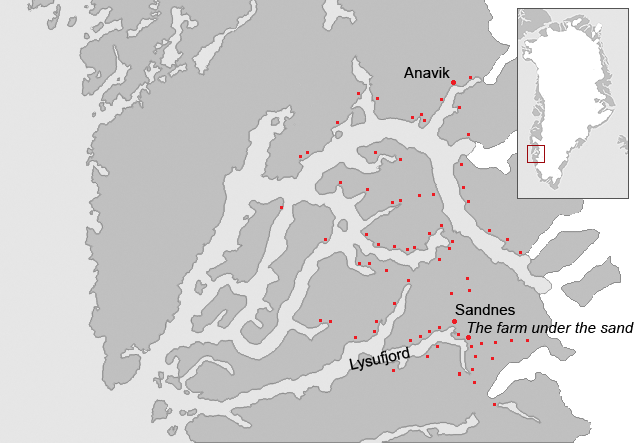
古诺斯人在中世紀格陵蘭西殖民地地圖。該區域大致與今日的格陵蘭首府努克相當。已知的古諾爾斯人農場和教堂在地圖上和一些可能的地名一起標示。地名都已從諾爾斯文翻譯成英文。紅色的點則代表農場遺跡。The farm under the sand 更常被考古學家使用的名稱是丹麥語的 Gården under sandet - GUS

格陵蘭西殖民地是大約於985年從冰島移居格陵蘭，從事農耕的诺斯人建立的兩個主要殖民地中較小的一個（另一個較大的是格陵蘭東殖民地）。

## 歷史
目前對格陵蘭西殖民地已知的狀況遠比東殖民地少，且中世紀時對格陵蘭西殖民地的文字紀錄相當稀少，又沒有對當地的直接描述。中世紀對諾斯人殖民地最後一次描述是14世紀中葉一位造訪過格陵蘭東殖民地的人描述當地只有廢棄的農場。Ivar Bardarson 在寫給卑爾根主教的信中描述了他於1341到1360年間觀察的狀況。 
格陵蘭西殖民地人口最多時大約有1000人。人口較東殖民地少的原因是因為當地較短的生長季。西殖民地最大的農場稱為 Sandnes。目前西殖民地已找到95個廢棄農場。
儘管它被稱為「西殖民地」，它的位置比同樣位於格陵蘭西南角的東殖民地更偏北方，且只有些微偏西方。西殖民地和東殖民地一樣位於長峽灣的源頭（比今日的努克更進入內陸）。另有第三個更小的居民點則是格陵蘭中殖民地。

## 延伸閱讀
- Diamond, J. (2005). Collapse: How Societies Choose to Fail or Succeed. New York: Penguin.
- Grønlands forhistorie, red. Hans Christian Gulløv, Gyldendal 2005, ISBN 87-02-01724-5
- Á hjara veraldar, Guðmundur J. Guðmundsson, Sögufélagið, 2005, ISBN 9979-9636-8-9

## 外部連結
- Um eyðingu vestribyggðar á Grænlandi; grein í Lesbók Morgunblaðsins 1980[永久]
- Þingstaður í Vestribyggð?; grein í Tímanum Sunnudagsblaðinu 1965